# Dekanat North West (archidiecezja Glasgow)
Dekanat North West – jeden z 8 dekanatów rzymskokatolickiej archidiecezji Glasgow w Szkocji. 
Według stanu na październik 2016 w skład dekanatu North West wchodziło 11 parafii rzymskokatolickich. Dziekanem był wówczas V. Rev. Gerard Canon Tartaglia VF. 

## Lista parafii
Źródło:
| Lp. | Miejscowość        | Parafia                           | Grafika | Kościół                                       | Adres |
| --- | ------------------ | --------------------------------- | ------- | --------------------------------------------- | ----- |
| 1   | Glasgow-Drumchapel | Parafia św. Benedykta             |         | Kościół św. Benedykta w Glasgow               |       |
| 2   | Glasgow-Drumchapel | Parafia św. Wawrzyńca             |         | Kościół św. Wawrzyńca w Glasgow               |       |
| 3   | Bearsden           | Parafia św. Andrzeja              |         | Kościół św. Andrzeja w Bearsden               |       |
| 4   | Clydebank          | Parafia św. Eunana                |         | Kościół św. Eunana w Clydebank                |       |
| 5   | Clydebank          | Parafia św. Małgorzaty            |         | Kościół św. Małgorzaty w Clydebank            |       |
| 6   | Clydebank          | Parafia Najświętszego Odkupiciela |         | Kościół Najświętszego Odkupiciela w Clydebank |       |
| 7   | Dalmuir            | Parafia św. Szczepana             |         | Kościół św. Szczepana w Dalmuir               |       |
| 8   | Duntocher          | Parafia Najświętszej Maryi Panny  |         | Kościół Najświętszej Maryi Panny w Duntocher  |       |
| 9   | Faifley            | Parafia św. Józefa                |         | Kościół św. Józefa w Faifley                  |       |
| 10  | Milngavie          | Parafia św. Józefa                |         | Kościół św. Józefa w Milngavie                |       |
| 11  | Old Kilpatrick     | Parafia św. Patryka               |         | Kościół św. Patryka w Old Kilpatrick          |       |